# Dendropsophus manonegra
Espèce
Dendropsophus manonegra est une espèce d'amphibiens de la famille des Hylidae.

## Répartition
Cette espèce est endémique de Colombie. Elle se rencontre entre 400 et 1 200 m d'altitude dans les départements de Caquetá, de Cauca et de Putumayo.

## Description
Les 12 spécimens adultes mâles observés lors de la description originale mesurent entre 22,7 mm et 25,1 mm de longueur standard et le spécimen adulte femelle observé lors de la description originale mesure 32,5 mm de longueur standard.

## Étymologie
Le nom spécifique manonegra vient de l'espagnol mano, la main, et de negra, noir, en référence à l'inhabituelle couleur noire luisante, spécialement aux doigts, de cette espèce. Ce nom est aussi un hommage au groupe Mano Negra.

## Publication originale
- Rivera-Correa & Orrico, 2013 : Description and phylogenetic relationships of a new species of treefrog of the Dendropsophus leucophyllatus group (Anura: Hylidae) from the Amazon basin of Colombia and with an exceptional color pattern. Zootaxa, no 3686, p. 447–460 (texte intégral).